# Maserati Quattroporte
La Maserati Quattroporte è una grande berlina prodotta dalla casa automobilistica italiana Maserati dal 1963. Giunta alla sesta generazione è diventata una delle auto al top della gamma Maserati e al tempo stesso è tra le più lussuose autovetture attualmente in produzione.

## Prima generazione (1963-1970)
Disegnata da Pietro Frua, la Quattroporte fu la prima berlina della casa del Tridente con una sigla di progetto 107. Era equipaggiata con un motore V8 benzina di 4.2 da 260 CV (Din) che le permettevano una velocità di punta pari a 230 km/h. Era disponibile con un cambio manuale a cinque marce o con un cambio automatico a tre rapporti.
Nel 1966 alla 4.2 venne affiancata la versione 4.7 erogante 290 CV (Din), per una velocità di punta dichiarata di 240 km/h. Uscì di produzione nel 1970.

## Seconda generazione (1974-1975)
È stata l'ultima Maserati costruita sotto la gestione Citroën (sigla di progetto 123). Disegnata da Bertone, ha un motore V6 di 3.0 litri (lo stesso della Merak) e un pianale di base a trazione anteriore. È stata costruita in soli 13 esemplari.

## Terza generazione (1979-1990)
Vettura dalle linee tese, è la prima auto progettata sotto la gestione De Tomaso (sigla di progetto 330). Disegnata da Giorgetto Giugiaro, ritorna ai motori V8 e alla trazione posteriore grazie al pianale condiviso con la sorella De Tomaso Deauville. Era disponibile sia con il motore 4.2 da 260 CV, che con il 4.9 da 290 CV.
È stata costruita fino al 1990 in 2.141 esemplari, tra cui anche in una versione speciale denominata Royale in 53 esemplari: quest'ultima era equipaggiata solo con il motore 4.9 litri, con alcune piccole modifiche estetiche e la potenza del motore portata a 300 CV. Fu l'auto presidenziale di Sandro Pertini (per il Quirinale e per il Senato venne costruita in versione blindata).

## Quarta generazione (1994-2000)
Nuova versione, nuovo stilista, il design si deve a Marcello Gandini; la linea è molto più curvilinea, in omaggio alla moda del tempo ed è la versione in produzione al momento del passaggio di proprietà del marchio Maserati, unito con quello della Ferrari dopo l'acquisto da parte del Gruppo Fiat. Realizzata sul pianale della Biturbo è stata la Quattroporte più compatta prodotta nella storia.
Presentata nel 1994, la prima serie fu sostituita dalla versione Evoluzione nel 1998, realizzata sotto l'impulso della Ferrari che ha curato la qualità e l'affidabilità del modello.

## Quinta generazione (2003-2012)
Disegnata da Pininfarina, debutta in versione definitiva al Salone dell'automobile di Francoforte edizione 2003 per entrare in produzione nello stesso anno. Progettata su di un nuovo telaio a trazione posteriore utilizza una meccanica raffinata con schema transaxle e sospensioni anteriori e posteriori a quadrilateri deformabili. I motori adottati sono i nuovi 4.2 e 4.7 V8 prodotti a Maranello dalla Ferrari con basamento in alluminio e silicio e lubrificazione a carter umido; il cambio per le prime versioni prodotte era un robotizzato DuoSelect ma venne introdotto in seguito una trasmissione automatica sequenziale sviluppata dalla ZF con sei rapporti.
La Quattroporte V è stata la versione più apprezzata e venduta della serie, con 24.000 esemplari prodotti in nove anni.

## Sesta generazione (2013-)
L'ultima generazione della Quattroporte è stata presentata al salone dell'automobile di Detroit del 2013. Dopo le prime anticipazioni sullo stile della grossa berlina, derivanti da ricostruzioni grafiche e foto spia, la Maserati ha diffuso le prime immagini ufficiali della nuova ammiraglia. La Quattroporte VI è la prima a portare in dote un'unità a gasolio e la trazione integrale, quest'ultima abbinata al motore benzina V6 3.0 bi-turbo da 410 CV e al 3.0 V6 turbo diesel da 250 e 275 CV di derivazione VM. Ma il top di gamma è costituito dalla versione GTS, equipaggiata con un motore benzina V8 3.8 bi-turbo da 530 CV.
Nel 2024 è stata diffusa la notizia che sarebbe stata l'ultima versione non elettrica del modello.

## Galleria d'immagini
| Quattroporte I | Quattroporte II | Quattroporte III | Quattroporte IV | Quattroporte V | Quattroporte VI |
| -------------- | --------------- | ---------------- | --------------- | -------------- | --------------- |
|                |                 |                  |                 |                |                 |
|                |                 |                  |                 |                |                 |